# 圣洛朗-努昂
圣洛朗-努昂（法語：Saint-Laurent-Nouan，法語發音：[sɛ̃ lɔʁɑ̃ nwɑ̃]）是法国卢瓦-谢尔省布卢瓦区的一个市镇，位于该省中部偏东北，卢瓦尔河左岸，因其境内的核电站而闻名。

## 勒索
圣洛朗-努昂于1972年1月1日由原市镇圣洛朗德索和卢瓦尔河畔努昂合并而成。

## 地理
圣洛朗-努昂（47°43'0"N, 1°36'42"E）面积60.98 平方千米，位于法国中央-卢瓦尔河谷大区卢瓦-谢尔省，该省份为法国中北部省份，北起厄尔-卢瓦省，东北接卢瓦雷省，东南接谢尔省，南至安德尔省，西南接安德尔-卢瓦尔省，西北接萨尔特省。
与圣洛朗-努昂接壤的市镇（或旧市镇、城区）包括：莱斯蒂乌、博讓西、拉伊昂瓦勒、利尼勒里博、塔韦尔、阿瓦赖、尚博尔、库尔布宗、科松河畔克鲁伊、圣西尔堡、卢瓦尔河畔米德、图里。
圣洛朗-努昂的时区为UTC+01:00、UTC+02:00（夏令时）。

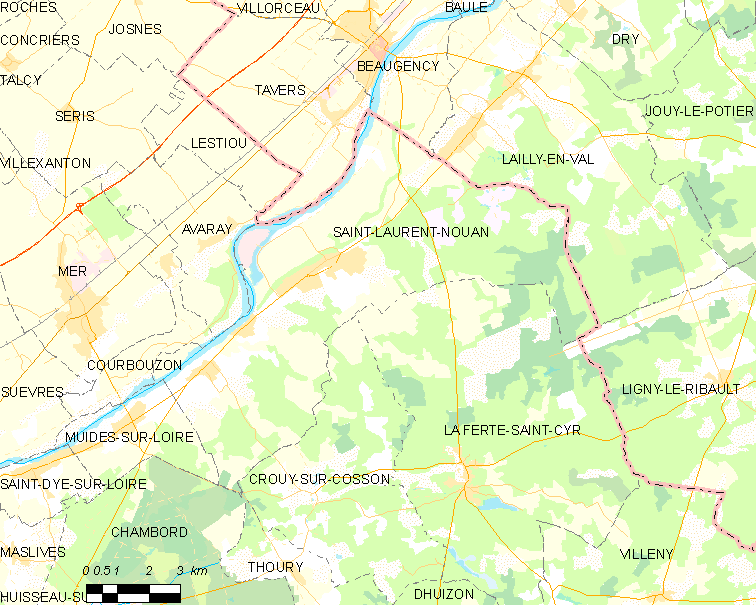
圣洛朗-努昂的OSM定位图

## 行政
圣洛朗-努昂的邮政编码为41220，INSEE市镇编码为41220。

## 政治
圣洛朗-努昂所属的省级选区为尚博尔县。

## 人口

1962-2008年间圣洛朗-努昂人口变化图示

圣洛朗-努昂于2022年1月1日时的人口数量为4249人。